# کوکبه، ادلب
کوکبه (به عربی: کوکبة) یک روستا در سوریه است که در ناحیه کفرنبل واقع شده‌است. کوکبه ۵۹۳ نفر جمعیت دارد.